# Bolanle Austen-Peters
Bolanle Austen-Peters est une avocate, et une femme d'affaires, réalisatrice, metteuse en scène et productrice de spectacles nigériane.

## Biographie
Bolanle Austen-Peters est née le 4 février 1969. Elle est la fille de Afe Babalola (en), un premier avocat du Nigeria (en),.
Elle fait ses études à l'International School Ibadan (en) puis à l'université de Lagos. Elle est titulaire d'une maîtrise en droit international de la London School of Economics and Political science.
Bolanle Austen-Peters travaille dans un premier temps dans le cabinet d'avocat de son père avant de rejoindre le Haut-Commissariat des Nations unies aux droits de l'homme en Suisse puis plus tard le Haut Commissariat des Nations unies pour les réfugiés et le Programme des Nations unies pour le développement. Elle fonde Terra Kulture (en), un centre relatif aux arts du Nigeria, l'éducation et l'organisation culturelle.
Avec la création de Bolanle Austen-Peters Productions (BAP Productions), elle place la barre plus haut, dans l'industrie du théâtre, avec la production de SARO the Musical en 2013 et produit depuis cinq pièces supplémentaires. En décembre 2014 et avril 2015, BAP Productions produit SARO THE MUSICAL 2 au Centre MUSON (en).
Elle travaille comme consultante pour la Fondation Ford Lagos et permet d'amasser des millions de dollars pour le Musée des Arts par le biais du Conseil des affaires.
En 2015, elle commence la production du film 93 Days, relatif au virus Ebola, sorti en 2016,, qui raconte l'histoire de l'épidémie d'Ebola au Nigeria. La première a eu lieu le 13 septembre 2016 à Lagos. Il est présenté dans plusieurs festivals internationaux de cinéma, tels que Toronto, Chicago, le Festival du film panafricain de Los Angeles, Johannesbourg et Cologne. Il est également nommé dans sept catégories pour les Africa Movie Academy Awards de 2017.
En 2016 également, Austen-Peters réalise la comédie musicale Wakaa, qui raconte les épreuves, les succès et les expériences d'un groupe d'étudiants diplômés,.
En 2017, Austen-Peters met en scène une comédie musicale, Fela and The Kalakuta Queens , qui retrace la vie de la légende de l'afrobeat Fela Kuti et des femmes qui faisaient partie intégrante de son groupe. Cette comédie musicale est présentée notamment au Nigeria, en Égypte et en Afrique du Sud. Elle devient l'une des plus importantes comédies musicales réalisées en Afrique, en nombre de spectateurs.
En 2019, Austen-Peters réalise le film Bling Lagosians, qui traite des querelles individuelles au sein d'une riche famille de Lagos. Il est nommé pour deux prix, dont celui du meilleur directeur artistique, lors des Africa Magic Viewers' Choice Awards. Il met en vedette des acteurs et actrices de Nollywood, notamment Elvina Ibru, Osas Ighodaro, Toyin Abraham, Jide Kosoko, Sharon Ooja, Bisola Aiyeola, Monalisa Chinda, Helen Paul et Alex Ekubo.
La même année, elle met également en scène la comédie musicale Man Enough, un monologue à plusieurs voix exposant quelques-unes des pressions sociales auxquelles est soumis un homme : la pression d'être rejeté ou accepté par les femmes, la pression de la famille élargie, la pression financière et la pression générale que la société fait peser sur un homme dans sa quête pour prouver qu'il est assez viril.
En 2020, Austen-Peters réalise le film Collision Course qui raconte la vie d'un agent des forces de l'ordre et d'un aspirant musicien au Nigeria, diffusé sur Netflix et qui remporte le prix du meilleur film (dans la catégorie Afrique de l'Ouest) aux Africa Magic Viewers' Choice Awards et est nommé pour quatre prix, dont celui du meilleur film, au Africa International Film Festival (AFRIFF) 2021, de la meilleure performance dans un film, à nouveau au Africa International Film Festival (AFRIFF) 2021), et de la meilleure performance dans un film, AMA (2021). Le film met en vedette des acteurs et actrices tels que Chioma Chukwuka ou Ade Laoye.
En 2021, Austen-Peters réalise le film Man of God qui raconte l'histoire d'un homme pris entre la religion, ses attentes et sa propre croyance. Le film est produit pour Netflix et est bien accueillie par le public à sa sortie. Il met en vedette des acteurs tels que Akah Nnani, Osas Ighodaro, Binta Ayo Mogaji ou Dorcas Shola Fapson.